# Synagoge (Lexikon)
Die Synagoge (Συναγωγὴ λέξεων χρησίμων – Synagôgê léxeôn chrêsímôn) ist ein byzantinisches Lexikon, das zu Beginn des 9. Jahrhunderts zusammengestellt wurde. Zwei Rezensionen sind erhalten: eine versio antiqua und eine zweite Fassung, die schon Photios (820–891) benutzt hat.